# Дејан Стефановић
Дејан Стефановић (Врање, 28. октобар 1974) бивши је српски и југословенски фудбалер, који је играо на позицији штопера, али је могао да игра и на осталим позицијама у одбрани.

## Клупска каријера
Стефановић је фудбал играо у омладинцима врањанског Јумка, тада члана треће међурепубличке лиге старе Југославије. Покојни тренер Миша Поповић пребацио га је у први тим где је са 16 година дебитовао. Након фузије ФК Јумко и ФК Динамо у ФК Врање, кратко време је био у новом клубу, да би затим прешао у београдску Црвену звезду. Један период је провео на позајмици у београдском Раднички ЈП (1993), а затим је постао стандардан првотимац “црвено-белих”. У сезони 1994/95, иако одбрамбени фудбалер, са девет првенствених голова један је од најзаслужнијих за освајање “дупле круне” – првенство и куп Југославије.
Провео је у Црвеној звезди и први део такмичарске 1995/96, да би током зимске паузе, заједно са саиграчем Дарком Ковачевићем, прешао у енглеског премијерлигаша Шефилд венсдеј. До краја те сезоне забележио је шест првенствених наступа за клуб. У наредној 1996/97. сезони излазио је на терен у Премијер лиги 28 пута и постигао је два гола. Његов први гол у Премијер лиги постигао је у 90. минуту утакмице са Челсијем, када је Шефилд губио 2:1. Други његов гол је донео три бода против Сандерленда, када је при резултату 1:1 савладао Лионела Переза. Била је то уједно и његова најуспешнија сезона у Шефилду, јер је већ у наредној забележио осам утакмица мање. Број голова је и те године остао исти – два и то оба против Барнслија. Четврта и последња година у Шефилду донела му је само 10 првенствених наступа, с тим да до 17. кола није одиграо ни један меч. 
У августу 1999. потписао је уговор са холандским Витесеом. У том клубу је провео четири сезоне и једно време био и капитен екипе. Пред почетак 2003/04 сезоне, вратио се у Енглеску, и потписао за новог енглеског премијерлигаша Портсмут. Брзо се изборио за статус стандардног првотимца и током година је пружао запажене партије у дресу Портсмута, па је у сезони 2004/05. у избору навијача изабран за фудбалера године, а већ следеће сезоне је око руке понео и капитенску траку.
У августу 2007. потписао је за лондонског премијерлигаша Фулам. Пошто је провео мање од годину дана на Крејвен котиџу, у јулу 2008. се преселио у Чемпионшип и потписао двогодишњи уговор са Норич ситијем. Након 12 првенствених наступа на почетку сезоне, Стефановић је доживео тежу повреду, и услед покиданих лигамената колена није наступао за Норич Сити до краја такмичарске 2008/09, да би 1. септембра 2009. званично раскинуо уговор са клубом.
У октобру 2010, у својој 36. години, прешао је у редове енглеског шестолигаша Хаванта и Вотерлувила, иако се неколико месеци раније званично опростио од фудбалске каријере. Током свог боравка у Хаванту и Вотерлувилу обављао је и функцију помоћника менаџера.

## Репрезентација
За репрезентацију СР Југославије и касније Србије и Црне Горе одиграо је 23 утакмица. Дебитовао је 31. јануара 1995. против Хонг Конга (3:1), а последњи пут је за “плаве” наступио 10. септембра 2003. против Италије (1:1) у Београду.

## Статистика
| Клуб           | Клуб             | Клуб                     | Лига    | Лига   | Национални куп | Национални куп | Лига куп | Лига куп | Континентално | Континентално | Укупно  | Укупно |
| Сезона         | Клуб             | Лига                     | Наступа | Голова | Наступа        | Голова         | Наступа  | Голова   | Наступа       | Голова        | Наступа | Голова |
| СР Југославија | СР Југославија   | СР Југославија           | Лига    | Лига   | Куп            | Куп            | Лига куп | Лига куп | Европа        | Европа        | Укупно  | Укупно |
| -------------- | ---------------- | ------------------------ | ------- | ------ | -------------- | -------------- | -------- | -------- | ------------- | ------------- | ------- | ------ |
| 1992/93.       | Раднички Београд | Прва лига СР Југославије | 5       | 0      |                |                | —        | —        | —             | —             | 5       | 0      |
| 1992/93.       | Црвена звезда    | Прва лига СР Југославије | 1       | 0      |                |                | —        | —        | —             | —             | 1       | 0      |
| 1993/94.       | Црвена звезда    | Прва лига СР Југославије | 14      | 0      |                |                | —        | —        | —             | —             | 14      | 0      |
| 1994/95.       | Црвена звезда    | Прва лига СР Југославије | 29      | 9      |                |                | —        | —        | —             | —             | 29      | 9      |
| 1995/96.       | Црвена звезда    | Прва лига СР Југославије | 15      | 1      |                |                | —        | —        | 2             | 0             | 17      | 1      |
| Енглеска       | Енглеска         | Енглеска                 | Лига    | Лига   | ФА Куп         | ФА Куп         | Лига куп | Лига куп | Европа        | Европа        | Укупно  | Укупно |
| 1995/96.       | Шефилд венсдеј   | Премијер лига            | 6       | 0      | 0              | 0              | 0        | 0        | 0             | 0             | 6       | 0      |
| 1996/97.       | Шефилд венсдеј   | Премијер лига            | 29      | 2      | 1              | 0              | 1        | 0        | —             | —             | 31      | 2      |
| 1997/98.       | Шефилд венсдеј   | Премијер лига            | 20      | 2      | 0              | 0              | 1        | 0        | —             | —             | 21      | 2      |
| 1998/99.       | Шефилд венсдеј   | Премијер лига            | 10      | 0      | 2              | 1              | 0        | 0        | —             | —             | 12      | 1      |
| Холандија      | Холандија        | Холандија                | Лига    | Лига   | Куп            | Куп            | Лига куп | Лига куп | Европа        | Европа        | Укупно  | Укупно |
| 1999/00.       | Витесе           | Ередивизија              | 14      | 0      | 2              | 0              | —        | —        | 3             | 0             | 19      | 0      |
| 2000/01.       | Витесе           | Ередивизија              | 27      | 1      | 3              | 0              | —        | —        | 4             | 0             | 34      | 1      |
| 2001/02.       | Витесе           | Ередивизија              | 25      | 3      | 3              | 1              | —        | —        | —             | —             | 28      | 4      |
| 2002/03.       | Витесе           | Ередивизија              | 28      | 0      | 1              | 0              | —        | —        | 6             | 0             | 35      | 0      |
| Енглеска       | Енглеска         | Енглеска                 | Лига    | Лига   | ФА Куп         | ФА Куп         | Лига куп | Лига куп | Европа        | Европа        | Укупно  | Укупно |
| 2003/04.       | Портсмут         | Премијер лига            | 32      | 3      | 4              | 0              | 2        | 0        | —             | —             | 38      | 3      |
| 2004/05.       | Портсмут         | Премијер лига            | 32      | 0      | 2              | 0              | 2        | 0        | —             | —             | 36      | 0      |
| 2005/06.       | Портсмут         | Премијер лига            | 28      | 0      | 2              | 0              | 1        | 0        | —             | —             | 31      | 0      |
| 2006/07.       | Портсмут         | Премијер лига            | 20      | 0      | 0              | 0              | 0        | 0        | —             | —             | 20      | 0      |
| 2007/08.       | Фулам            | Премијер лига            | 13      | 0      | 2              | 0              | 0        | 0        | —             | —             | 15      | 0      |
| 2008/09.       | Норич сити       | Чемпионшип               | 12      | 0      | 0              | 0              | 0        | 0        | —             | —             | 12      | 0      |
| Укупно         | СР Југославија   | СР Југославија           | 65      | 10     |                |                | —        | —        | 2             | 0             | 67      | 10     |
| Укупно         | Енглеска         | Енглеска                 | 202     | 7      | 13             | 1              | 7        | 0        | 0             | 0             | 222     | 8      |
| Укупно         | Холандија        | Холандија                | 94      | 4      | 9              | 1              | —        | —        | 13            | 0             | 116     | 5      |
| Каријера       | Каријера         | Каријера                 | 361     | 21     | 22             | 2              | 7        | 0        | 15            | 0             | 405     | 23     |